# Kotlasy
Kotlasy är en ort i Tjeckien.   Den ligger i regionen Vysočina, i den centrala delen av landet, 130 km sydost om huvudstaden Prag. Kotlasy ligger 548 meter över havet och antalet invånare är 136.
Terrängen runt Kotlasy är platt. Runt Kotlasy är det ganska glesbefolkat, med 39 invånare per kvadratkilometer. Närmaste större samhälle är Žďár nad Sázavou, 7,8 km norr om Kotlasy. Omgivningarna runt Kotlasy är en mosaik av jordbruksmark och naturlig växtlighet.